# Keg in the Closet
«Keg in the Closet»  — песня американского кантри-певца и автора-исполнителя Кенни Чесни, вышедшая 9 мая 2005 года в качестве шестого и финального сингла из его восьмого студийного альбома When the Sun Goes Down (2004) на лейбле BNA Records. Песня заняла шестое место в Топ-10 кантри-чарта Hot Country Songs и 5-е в Канаде.

## История
Песня «Keg in the Closet» была написана Чесни и Бреттом Джеймсом, который также написал заглавный трек к альбому When the Sun Goes Down. В песне в темпе вспоминаются различные подробности жизни в колледже в конце 1980-х годов, в том числе пивной бочонок (keg), который был спрятан в шкафу в братстве Чесни, Lambda Chi Alpha.

## Отзывы
Кевин Джон Койн, рецензируя песню для журнала Country Universe, дал ей отрицательную оценку. Он сказал, что Чесни «похоже, записывает только два типа песен — гимны пьянству и ностальгические тоски по дням молодости». Далее он говорит, что эта песня — одновременно гимн пьянству и ностальгическая тоска. Он подводит итог своей рецензии, говоря, что эта песня «по сути, „Young“ заново».

## Чарты

### Еженедельные чарты
| Чарт (2005)                       | Высшая позиция |
| --------------------------------- | -------------- |
| Канада Country (Radio & Records)  | 5              |
| США (Billboard Hot Country Songs) | 6              |
| США (Billboard Hot 100)           | 64             |

### Годовые итоговые чарты
| Чарт (2005)                   | Позиция |
| ----------------------------- | ------- |
| США Country Songs (Billboard) | 43      |